# Michael Toxites
Michael Toxites, de son vrai nom Johann Michael Schütz, né le 19 juillet 1514 à Sterzing (Tyrol du Sud) et mort en 1581 à Haguenau (Alsace), est un médecin, alchimiste et poète du Saint-Empire romain germanique.

## Biographie
Il étudie tout d'abord à Dillingen puis devient bachelier ès arts à Tübingen. En 1535, il poursuit ses études à l'Université de Pavie et en 1542 devient maître ès arts à Wittemberg comme étudiant de Philippe Mélanchthon. On le retrouve maître de latin à Bad Urach (Bade-Wurtemberg) dès 1537. En 1544, son talent poétique le fit nommer poète lauréat par Charles Quint. Il est ensuite maître d'école à Brugg de 1549 à 1551. De 1551 à 1556, il fait des études de médecine à Strasbourg. Après avoir été surintendant de l'internat et professeur de rhétorique et de poétique à l'université de Tübingen (1556-1560), il revient à Strasbourg en 1560 où il passe son doctorat en médecine en 1562. En 1564, il établit un laboratoire à Strasbourg où il fait des travaux sur l'antimoine. En 1574, il s'établit à Haguenau où il est mort en 1581.

## Travaux
En 1572, il édite la Pretiosa margarita novella de Petrus Bonus sous le titre Introductio In Divinam Chemicae Artem, integra magistri Boni Lombardi Ferrariensis physici imprimé  à Bâle par Pietro Perna.
En 1574, il est le premier à définir l'alkahest comme « du mercure préparé pour le foie », en le rapprochant d'un mysterium mercurii présenté par Paracelse comme un médicament pour le foie. Cette définition fut reprise en 1578 par le paracelsien français Roch le Baillif, et en 1583 par le Belge Gérard Dorn, et se retrouva finalement dans le dictionnaire mis en annexe de l'édition latine des œuvres de Paracelse, Paracelsi opera omnia (1658).
Jusqu'en 1578, il est l'éditeur de nombreux ouvrages médicaux et alchimiques, dont 23 écrits de Paracelse.

## Publications
- Spongia Stibii adv. Lucae Stenglini Med. D. et Physici august. aspergines (1567)
- Onomastica duo (1574)
- Paragraphorum Philippi Theophrasti Paracelsi (1575